# Il canyon dei pazzi
Il canyon dei pazzi (Canyon of the Fools) è un film muto del 1923 diretto da Val Paul e sceneggiato da John Grey. Prodotto dalla Robertson-Cole Pictures Corporation e distribuito dalla Film Booking Offices of America, il film aveva come interpreti Harry Carey (attore tra i più amati da John Ford), Marguerite Clayton, Fred R. Stanton, Joe Harris, Jack Curtis, Carmen Arselle, Charles Le Moyne, Vester Pegg, Murdock MacQuarrie.
La sceneggiatura di Grey si basa su The Canyon of the Fools, romanzo di Richard Matthews Hallet uscito a puntate sul Saturday Evening Post nel 1922.

## Trama
Bob, incastrato per qualcosa che non ha commesso, parte per l'Ovest, alla ricerca del vero colpevole. Sul treno, incontra May, una sua ex fiamma, ora fidanzata a Jim Harper. I due stanno andando pure loro nel West, in un campo minerario nei pressi del Canyon of the Fools. Arrivato sul posto, Bob accetta di collaborare con lo sceriffo per catturare alcuni banditi e fa delle ricerche nella miniera, dentro una grotta dov'è nascosto dell'oro: scopre così che Harper, il nuovo fidanzato di May, è proprio l'uomo che lui stava cercando, quello che lo aveva messo nei pasticci. Dopo una serie di avventure, Bob salva May e cattura i banditi. Verrà ricompensato con l'oro ma anche dall'amore di May.

## Produzione
Il film, prodotto dalla Robertson-Cole Pictures Corporation, venne girato nei Pat Powers Studios al 780 Gower Street di Hollywood e, per gli esterni, la troupe si spostò per una settimana nel deserto del Mojave.

## Distribuzione
Il copyright del film, richiesto dalla R-C Pictures, fu registrato il 18 novembre 1922 con il numero LP20005. Distribuito dalla Film Booking Offices of America, uscì nelle sale statunitensi il 21 gennaio 1923. In seguito, ne fu fatta una riedizione presentata a New York il 22 gennaio 1930 con la licenza dello stato rilasciata a Julius Levine.
In Italia il film fu distribuito dalla R.C. Corporation con il visto di censura numero 20950. Dapprima ne fu vietata la visione. Il 5 agosto 1925, la commissione d'appello approvò "con riserva" il rilascio del visto, solo a condizione che: "Nella parte 4ª attenuare tutte le scene di violenza in modo da essere appena accennate. (indice 1922-1925)".
La pellicola fu considerata perduta per molti anni, finché non ne venne ritrovata una copia in positivo negli archivi russi della Gosfilmofond. Trascritta in digitale, è stata donata alla Library of Congress di Washington e presentata il 20 ottobre 2010. Copia completa della pellicola si trova conservata anche negli archivi del Filmmuseum di Amsterdam.